# Christian Léon Dumas
Pour les articles homonymes, voir Dumas.
Christian Léon Dumas est un homme politique français né le 14 décembre 1799 à Paris et mort le 19 février 1873 à Paris.

## Biographie
Entré dans l'armée en 1815, il est officier d'état-major et aide de camp du maréchal Soult de 1825 à 1830. Il accompagne le duc de Nemours en Algérie en 1837, il est colonel en 1842. Il est député de la Charente-Maritime de 1845 à 1847, siégeant dans la majorité soutenant les ministères de la Monarchie de Juillet. Nommé maréchal de camp en 1847, il doit se représenter devant ses électeurs et perd son siège de député.

## Sources
- « Christian Léon Dumas », dans Adolphe Robert et Gaston Cougny, Dictionnaire des parlementaires français, Edgar Bourloton, 1889-1891 [détail de l’édition]